# 高橋一
高橋 一（たかはし はじめ、1947年3月2日 - 2017年8月25日）は、日本の統計学者・経済学者。専門分野は、統計科学・数理統計学・金融工学・数理ファイナンス。一橋大学名誉教授。元日本金融・証券計量・工学学会会長。ジャフィー賞受賞。
指導した学生に、宮田敏（帝京大学大学院公衆衛生学研究科教授）、式見拓仙（長崎大学経済学部准教授）、元山斉（青山学院大学経済学部教授）、戸辺玲子（二松学舎大学国際政治経済学部講師）がいる。

## 略歴

### 学歴
- 1965年 東京都立九段高等学校 卒業
- 1971年 一橋大学経済学部卒業[4]
- 1973年 一橋大学大学院経済学研究科修士課程 修了、指導教官磯野修[5]
- 1974年 コロンビア大学数理統計学修士
- 1978年 コロンビア大学数理統計学部博士課程修了 (Ph.D. in Mathematical Statistics)[4]

### 職歴
- 1977年 ミシガン大学アナーバー校統計学部客員助教授[4]
- 1979年 ボストン大学数学部助教授[4]
- 1982年 富山大学経済学部助教授[4]
- 1983年 ボストン大学数学部客員助教授
- 1986年 一橋大学経済学部助教授[4]
- 1988年 一橋大学経済学部教授[4]
- 1994年 日本統計学会理事
- 2000年 一橋大学大学院国際企業戦略研究科教授兼任[4]
- 2001年 一橋大学大学院経済研究科研究科長[4]、経済学部学部長
- 2004年 ウィスコンシン大学マディソン校統計学部名誉フェロー
- 2005年 日本金融・証券計量・工学学会会長
- 2009年 シンガポールマネージメント大学経営大学院客員教授[4]
- 2010年 事業創造大学院大学事業創造研究科教授、一橋大学大学院経済学研究科特任教授、一橋大学名誉教授[4]
- 2012年 鳥取環境大学経営学部経営学科副学長・教授[4]
- 2014年 鳥取環境大学学長、公立大学法人鳥取環境大学理事長[4]、国立大学法人鳥取大学経営協議会外部委員
- 2015年 公立鳥取環境大学学長、公立大学法人公立鳥取環境大学理事長
- 2017年 鳥取市内の病院で間質性肺炎のため死去

## 著書
- 『経済学とファイナンスのための数学』（単著）新世社，1999年

### 共編著
- 『統計学辞典』（共著，竹内啓編）東洋経済新報社 1989年，1185頁。
- 『金融・証券計量分析の基礎と応用』（共著，刈屋武昭編）東洋経済新報社 1990年，216頁。
- 『計量経済学』（編）八千代出版，1993年，282頁。
- 『金融工学の新展開』ジャフィージャーナル[2001]（編）東洋経済新報社，2001年，167頁。
- 『金融工学と資本市場の計量分析』ジャフィージャーナル[2003]（池田昌幸共編）東洋経済新報社，2003年，193頁。
- 『経済・経営系のための統計入門』景山三平監修 元山斉,伊藤有希共編修 実教出版 事例でわかる統計シリーズ 2016